# Hardships!
Hardships! är Jenny Wilsons andra studioalbum, utgivet på skivbolaget Gold Medal 2009.

## Låtlista
1. "The Path" – 5:19
2. "Like a Fading Rainbow" – 3:47
3. "Clattering Hooves" – 4:43
4. "The Wooden Chair" – 3:15
5. "Porcelain Castle" – 3:36
6. "Anchor Made of Gold" – 4:48
7. "Bad Waters" – 4:29
8. "Only Here for the Fight" – 4:55
9. "Pass Me the Salt" – 3:19
10. "Motherhood" – 1:06
11. "Hardships" – 4:24
12. "We Had Everything" – 5:32
13. "Strings of Grass" – 4:37

## Mottagande
Hardships! fick ett blandat mottagande. I Sverige rosades skivan och snittar på 4,0/5 på Kritiker.se, baserat på tjugoåtta recensioner. Tidningarna Arbetarbladet, Helsingborgs Dagblad, Sydsvenskan och Värmlands Folkblad gav skivan högsta betyg.
Internationellt var betygen mer ojämna. Sputnik sågade skivan och gav den 1,5 ("very poor"). Slant Magazine, å andra sidan, gav Hardships 4,5/5. Slint Magazine gav betyget 7/10.

## Listplaceringar
| Lista (2009)        | Placering |
| ------------------- | --------- |
| Danska albumlistan  | 23        |
| Finska albumlistan  | 37        |
| Norska albumlistan  | 31        |
| Svenska albumlistan | 7         |